# Блек-Брук (Вісконсин)
Блек-Брук (англ. Black Brook) — місто (англ. town) в США, в окрузі Полк штату Вісконсин. Населення — 1425 осіб (2020).

## Демографія
Згідно з переписом 2010 року, у місті мешкало 1325 осіб у 508 домогосподарствах у складі 375 родин. Було 548 помешкань
Расовий склад населення:
| - 98,4 % — білих - 0,2 % — корінних американців - 0,1 % — чорних або афроамериканців - 0,1 % — азіатів |

До двох чи більше рас належало 0,8 %. Частка іспаномовних становила 2,0 % від усіх жителів.
За віковим діапазоном населення розподілялося таким чином: 24,0 % — особи молодші 18 років, 64,5 % — особи у віці 18—64 років, 11,5 % — особи у віці 65 років та старші. Медіана віку мешканця становила 42,9 року. На 100 осіб жіночої статі у місті припадало 111,0 чоловіків;  на 100 жінок у віці від 18 років та старших — 108,5 чоловіків також старших 18 років.
Середній дохід на одне домашнє господарство  становив 71 921 долар США (медіана — 62 300), а середній дохід на одну сім'ю — 82 067 доларів (медіана — 72 500). Медіана доходів становила 51 019 доларів для чоловіків та 32 500 доларів для жінок. За межею бідності перебувало 8,6 % осіб, у тому числі 14,6 % дітей у віці до 18 років та 7,1 % осіб у віці 65 років та старших.
Цивільне працевлаштоване населення становило 802 особи. Основні галузі зайнятості: виробництво — 35,2 %, освіта, охорона здоров'я та соціальна допомога — 17,5 %, роздрібна торгівля — 8,0 %, будівництво — 6,4 %.